# Важкі підлітки (телесеріал)
«Важкі підлітки» — російська соціальна драма Рустама Ільясова. Виробництвом займається компанія Prospect спеціально для онлайн-кінотеатру more.tv. Серіал став першим оригінальним проектом  з лінійки more originals .
Проект знятий за мотивами історії нападника «Зеніту» Олександра Кокоріна і півзахисника «Ростова» Павла Мамаєва. Колишні футбольні гравці влаштували дві бійки в центрі Москви, за що, за рішенням суду, вирушили відбувати покарання в колонії загального режиму .
Прем'єра двох перших серій відбулася 24 жовтня 2019 року о 19:00 в співтоваристві more.tv в соціальній мережі ВКонтакте, а на онлайн-сервісі more.tv серії з'явилися в цей же день о 19:30  . Нові серії розміщувалися по четвергах .
Заключна серія першого сезону вийшла 21 листопада 2019 року.
25 травня 2020 року серіал був продовжений на другий сезон .
З 29 липня  по 14 вересня 2020 року  пройшли зйомки другого сезону. Прем'єра нових серій відбулася 5 жовтня 2020 року на VOD-сервісі more.tv . Епізоди розміщуються щотижня по понеділках.

## Сюжет
Капітан футбольного клубу «Старт» Антон Ковальов отримує 2 роки тюремного ув'язнення за те, що в п'яному вигляді б'є відвідувача кафе. Вийшовши на свободу, Ковальов пробує влаштуватися на роботу тренером дитячої футбольної академії, але президент футбольного клубу «Старт» йому в цьому відмовляє з причини втрати суспільної довіри. З метою реабілітації Ковальов змушений погодитися на роботу зі старшокласниками групи Б в центрі допомоги важким підліткам, щоб допомогти їм здобути перемогу на Олімпіаді. Поступово Ковальов сам занурюється в проблеми своїх підопічних і починає змінюватися разом з ними.

## Персонажі

### Дорослі
| Актор                     | Роль                                                                                               |
| ------------------------- | -------------------------------------------------------------------------------------------------- |
| Никита Волков             | Антон Владимирович Ковалёв экс-капитан футбольного клуба «Старт»                                   |
| Александр Лыков           | Герман Алексеевич директор центра помощи трудным подросткам                                        |
| Вильма Кутавичюте         | Вероника Александровна преподаватель изобразительного искусства в центре помощи трудным подросткам |
| Григорий Калинин          | Эдуард Валентинович психолог в центре помощи трудным подросткам                                    |
| Анна Уколова (1 сезон)    | Галина Михайловна домработница Антона Ковалёва                                                     |
| Наталья Бардо (с 9 серии) | Натали агент Антона Ковалёва                                                                       |

### Підлітки
| Актор                      | Роль |
| -------------------------- | --- |
| Виталий Андреев            | Фил новичок в центре помощи трудным подросткам, влюблён в Лену, нападающий футбольной команды (2 сезон) |
| Анастасия Крылова          | Лена |
| Тимофей Елецкий            | Гена (Дрочер) влюблён в Яну, запасной футбольной команды (2 сезон)                                      |
| Владимир Гарцунов          | Платон защитник футбольной команды (2 сезон)                                                            |
| Святослав Рогожан          | Никита защитник футбольной команды (2 сезон)                                                            |
| Алёна Швиденкова           | Женя |
| Мила Ершова                | Яна |
| Глеб Калюжный              | Макс вратарь футбольной команды (2 сезон)                                                               |
| Сергей Новосад (с 9 серии) | Даня Макеев                                                                                             |
| Александр Булатов          | Артём младший брат Фила                                                                                 |

### Батьки підлітків
| Актор                         | Роль                 |
| ----------------------------- | -------------------- |
| Васса Дергалева (1 сезон)     | мама Гены            |
| Дмитрий Тихонов (1 сезон)     | папа Гены            |
| Александр Рогожан (1 сезон)   | папа Никиты          |
| Игорь Жижикин (с 9 серии)     | папа Дани            |
| Виктория Богатырёва (2 сезон) | мама Платона         |
| Ольга Редько (2 сезон)        | мама Яны             |
| Сергей Бородинов (2 сезон)    | Виктор отчим Платона |
| Никита Тезов (2 сезон)        | отчим Яны            |

### Запрошені знаменитості
| Актор                      | Роль                    |
| -------------------------- | ----------------------- |
| Василий Уткин (1, 7 серии) | спортивный обозреватель |
| Евгений Савин (2 сезон)    |                         |

## Список сезонів
| сезон | сезон           | серії            | період трансляції                |
| ----- | --------------- | ---------------- | -------------------------------- |
|       | 1               | 1-8 (8 серій)    | 24 жовтня - 21 листопада 2019    |
|       | 2               | 9-16 (8 серій)   | 5 жовтня - 23 листопада 2020     |
|       | 3               | 17—24 (8 серій)  | 7 жовтень — 18 листопада 2021    |
|       | Новорічна серія | Новорічна серія  | 27 грудень 2021                  |
|       | 4               | 25—32 (8 серій)  | 10 листопада — грудень 22 2022   |
|       | 5               | 33—44 (12 серій) | 15 грудень 2023 — 29 лютого 2024 |

## Епізоди

### Сезон 1
| № серії | прем'єра   | опис серії |
| ------- | ---------- | --- |
| 1       | 24.10.2019 | Вийшовши з в'язниці, Антон вирішує влаштуватися в центр для важких підлітків, щоб поправити свою репутацію. Однак спочатку йому потрібно завоювати авторитет у тутешніх хлопців. Така ж проблема стоїть перед новеньким - Філом. Завдання виявляється під силу тільки одному з них.                                                   |
| 2       | 24.10.2019 | Хлопці все ще не приймають Антона і намагаються нарити на наставника компромат, щоб виправити становище йому доведеться оголити перед ними не тільки душу. Женя починає переживати через свою зовнішність, а Філ навпаки освоюється на новому місці і вирішує позалицятися до однієї з дівчат.                                        |
| 3       | 31.10.2019 | Швидка тема Платона не обіцяє Філу нічого крім неприємностей. Ковальов не залишає спроб вибити зі своїх підопічних всю дурь. Макс зауважує, що Микита щось недоговорює. |
| 4       | 31.10.2019 | Дрочер вирішує поюзати вільну хату і відчайдушно намагається заманити всіх на вечірку століття. Філ не може визначитися зі своїми почуттями і знову думає не тим місцем. Ковальову так і не вдається вберегти своїх підопічних від постійних косяків, за що йому доведеться заплатити.                                                |
| 5       | 07.11.2019 | Після бурхливої ночі непоправна вісімка відправляється на дружню естафету в приватну елітну школу. Тут вони в черговий раз опиняються в центрі уваги далеко не через своїх спортивних успіхів. Випещений тренер і їх багатенькі суперники бачать в хлопцях з центру тільки малолітніх злочинців і майбутніх зеків, але чи надовго це? |
| 6       | 07.11.2019 | Антон в покарання вивозить хлопців на спортивні збори на природу, де недолічується пари підопічних, що утекли на пошуки бухла, жінок і сенсу життя. Хлопці дізнаються про таємне одного по листуванню Макса. Лена готова піти на все, щоб продовжити грати на почуттях Філа.                                                          |
| 7       | 14.11.2019 | Ковальов своєї черговою витівкою доводить, що єдиний важка дитина в центрі - це він сам. Тепер йому на допомогу повинні прийти його ж вихованці, в іншому випадку ніякого центру може більше і не бути. Лена намагається видати бажане за дійсне, абсолютно не думаючи про можливі наслідки.                                          |
| 8       | 21.11.2019 | Антону, нарешті, випадає шанс повернутися у великий спорт, але його подальша доля залежить тільки від успіху підлітків. Олена вирішує помститися за минуле Яни. Філ знаходить спосіб обійтися без допомоги Антона, але навіть не уявляє, кому в підсумку доведеться за це поплатитися.                                                |

### Сезон 2
| № серії | прем'єра   | опис серії |
| ------- | ---------- | ---------- |
| 1 (9)   | 05.10.2020 |            |
| 2 (10)  | 12.10.2020 |            |
| 3 (11)  | 19.10.2020 |            |
| 4 (12)  | 26.10.2020 |            |
| 5 (13)  | 02.11.2020 |            |
| 6 (14)  | 09.11.2020 |            |
| 7 (15)  | 16.11.2020 |            |
| 8 (16)  | 23.11.2020 |            |

## Рейтинги
Перший сезон серіалу «Важкі підлітки» отримав високий глядацький інтерес. На наступний день після прем'єри серії також виходять на YouTube-каналі more.tv. 9 листопада 2019 року 6-серія проекту весь день трималася під номером 1 в трендах YouTube .

## Визнання і нагороди
- 7 грудня 2019 року серіал здобув перемогу в категорії «Вибір преси: Кращий інтернет-серіал» на II російській премії в області вебіндустрії [11].
- 24 грудня 2019 року проект увійшов до трійки кращих російських серіалів 2019 року за рішенням 18 провідних російських кіно- і телекритиків на сайті Кіно-театр.ру [12].

## Думки про серіал
Серіал отримав неоднозначні оцінки телекритиків і журналістів.
- Марина Максимова, Russia Today:

|  | Сериал предназначен для зрителей старше 18 лет. Общая атмосфера в кадре — весьма мрачная. О тяжёлой жизни малолетних преступников рассказывается жёстко, без прикрас — в том числе с использованием мата и откровенных сцен. Концентрация в ленте повседневных ужасов настолько сильна, что порой происходящее кажется надуманным. |

- Павло Воронков, Газета.Ru:

|  | Это самый честный и достоверный сериал о современной российской молодёжи из ныне имеющихся. «Подростки» не стесняются показывать составляющие тинейджерского быта (секс, алкоголь, наркотики, дружба, любовь, ну вы в курсе), однако не грешат назидательным отношением, не стремятся никого пожурить — и в то же время не скатываются в откровенный трэш и чернуху (как происходило в «Школе» Валерии Гай Германики). Молодые люди здесь — и это действительно неожиданно для российского сериала — представлены не как непостижимое стихийное явление, а именно как люди: со своими проблемами, страхами и мечтами. |

- Ангеліна Гура, «Канобу»:

|  | Этакий незацензуренный и более жёсткий «Физрук» без надоевшего Нагиева, но при этом с интересными актёрами на первом плане. Александр Лыков бьёт харизмой и многолетним актёрским мастерством — его герой запоминается даже при условии небольшого экранного времени. Также и Никита Волков ролью самоуверенного и горделивого футболиста доказывает, что, помимо Александра Петрова, в этой стране ещё остались молодые актёры, способные талантливо играть мудаков. |

- Маша Токмашева, Кіно-театр.ру:

|  | «Трудные подростки» — это история второго шанса, который редко даётся современному человеку, вне зависимости от его возраста или социального статуса. Такое редко обсуждается в нашем обществе «без права на ошибку». И в этом смысле первый сериал сервиса more.tv удался. |